# ألان هاوسر
ألان هاوسر (بالإنجليزية: Allan Houser) هو رسام أمريكي، ولد في 30 يونيو 1914 في فورت سيل ‏ في الولايات المتحدة، وتوفي في 22 أغسطس 1994 في سانتا فيه في الولايات المتحدة.